# Atar
Atar (arab. ‏أطار‎) – miasto w zachodniej Mauretanii, w oazie, na skraju Sahary, ośrodek administracyjny dystryktu Atar i regionu administracyjnego Adrar. Około 33 tys. mieszkańców.
Chociaż przez wiele wieków znaczenie Ataru jako ośrodka politycznego i religijnego pozostawało w tym regionie niewielkie, a prym wiódł w tych dziedzinach pobliski Szinkit, obecnie właśnie tutaj koncentruje się handel i mieści się siedziba władz. Atar jest też często odwiedzany przez turystów ze względu na sąsiedztwo wpisanych na listę światowego dziedzictwa kultury UNESCO zabytkowych miast Szinkit i Wadan. Jest to również jeden z kluczowych przystanków na corocznym Rajdzie Paryż-Dakar.
Miasto ma połączenie asfaltową szosą z Nawakszutem. Działa tu też międzynarodowy port lotniczy obsługujący loty do Paryża, Nawakszutu i Zuwiratu.

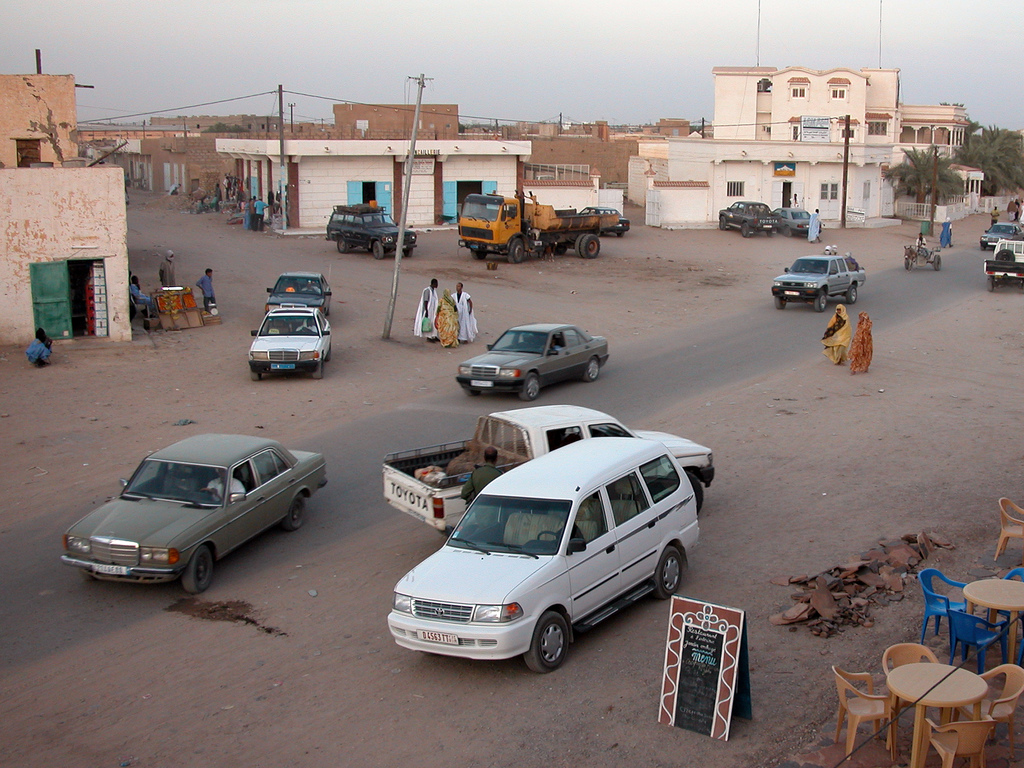
Atar – centrum miasta

## Miasta partnerskie
- Susa, Tunezja